# Лавинг (фильм)
«Лавинг» (англ. Loving) — американо-британский драматический фильм, снятый Джеффом Николсом. Мировая премьера ленты состоялась 16 мая 2016 года на Каннском кинофестивале.

## Сюжет
Фильм рассказывает о супругах Лавинг, которых приговаривают к тюремному заключению за вступление в межрасовый брак. История фильма основана на реальном судебном прецеденте «Лавинг против Виргинии».
В английском языке название фильма имеет двойной смысл — его можно также перевести, как «Любящие» (хотя фамилия супругов действительно была именно такой, как в фильме).

## В ролях
- Джоэл Эдгертон — Ричард Лавинг
- Рут Негга — Милдред Лавинг
- Майкл Шеннон — Грэй Виллет
- Ник Кролл — Бэрни Коэн
- Мартон Чокаш — шериф Брукс

## Восприятие
Фильм получил положительные отзывы кинопрессы. На сайте Rotten Tomatoes фильм имеет рейтинг 89 % на основе 208 рецензий со средним баллом 7,6 из 10.

## Награды и номинации
- 2017 — номинация на премию «Оскар» за лучшую женскую роль (Рут Негга)
- 2017 — 2 номинации на премию «Золотой глобус»: лучшая мужская роль — драма (Джоэл Эдгертон), лучшая женская роль — драма (Рут Негга)
- 2017 — 4 номинации на премию «Выбор критиков»: лучший фильм, лучшая мужская роль (Джоэл Эдгертон), лучшая женская роль (Рут Негга), лучший оригинальный сценарий (Джефф Николс)
- 2017 — 2 номинации на премию «Независимый дух»: лучший режиссёр (Джефф Николс), лучшая женская роль (Рут Негга)
- 2017 — премия «Спутник» за лучшую женскую роль (Рут Негга), а также 2 номинации: лучший фильм, лучшая мужская роль (Джоэл Эдгертон)
- 2017 — почётная премия Гильдии продюсеров США имени Стэнли Крамера (Гед Доэрти, Колин Фёрт, Сара Грин, Нэнси Буирски, Марк Тёртлтауб, Питер Сараф)
- 2017 — номинация на премию Гильдии сценаристов США за лучший оригинальный сценарий (Джефф Николс)
- 2016 — номинация на Золотую пальмовую ветвь Каннского кинофестиваля (Джефф Николс)

## Ссылка
- «Лавинг» (англ.) на сайте Internet Movie Database